# 태풍 탈라스 (2011년)
태풍 탈라스(태풍 번호: 1112, JTWC 지정 번호: 15W, 국제명: TALAS)는 2011년 북서태평양에서 발생한 12번째 태풍으로 태풍이 직접 상륙한 일본에 막대한 피해를 내며, 2004년 98명의 사망·실종자가 발생한 태풍 도카게 이후 7년 만에 최악의 태풍으로 기록되었다.

## 태풍의 진행

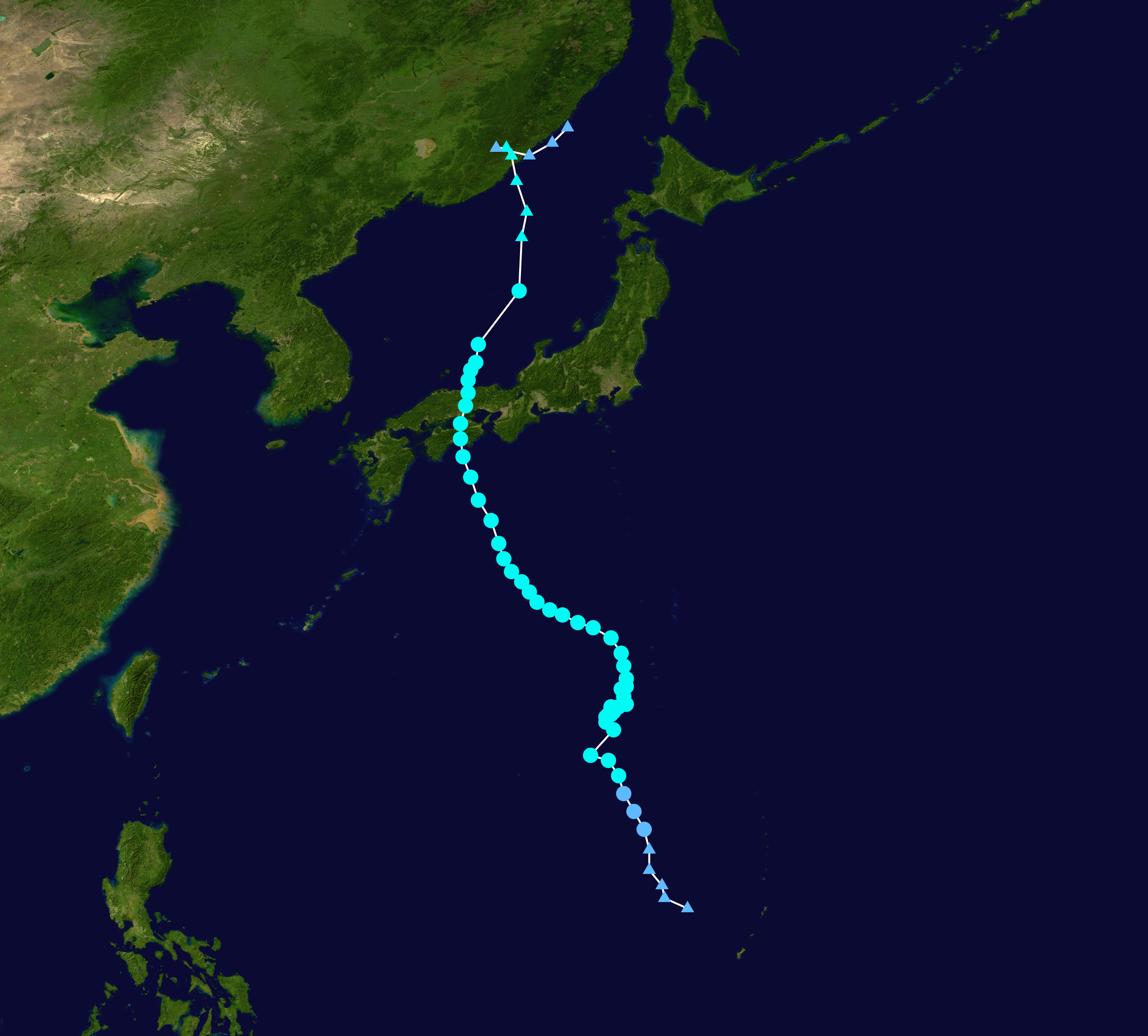
태풍 탈라스의 이동 경로

8월 23일 열대저기압(TD)가 발생하여 일본 기상청에 태풍경보가 내려졌으며, 8월 25일 오전 9시에 중심기압 998 hPa, 최대풍속 18 m/s, 강풍반경 200 km 열대저기압(TD)에서 강도 '약', 크기 '소형'의 태풍(열대폭풍,TS)이 발생하였다. 발생하자마자 태풍은 북서진하며 26일 오전 9시에 중심기압 985 hPa, 최대풍속 27 m/s, 강풍반경 320 km 강도 '중',크기 '중형'의 태풍(강한 열대폭풍,STS)로 발달하였으며 이어 같은 날 오후 3시에 중심기압 980 hPa, 최대풍속 31 m/s로 발달한 뒤 느리게 북진하여 3일 정도 세력을 유지하다가 30일 오전 3시에 중심기압 965 hPa, 최대풍속 35 m/s, 강풍반경 420 km 크기 '중형'의 강한 태풍(TY)로 격상되었다. 이어서 오전 9시에는 최대풍속이 38 m/s로 늘어나 태풍의 최성기가 되었다. 기상청은 태풍이 일본의 동쪽으로 향할 것이라고 예보했으나, 태풍은 서북서진하다 북서진하여 진로는 계속해서 서편되었다. 태풍은 세력을 유지하다 위도 30도를 넘어서부터 쇠퇴기에 접어들어 9월 2일 오후 3시에 중심기압 970 hPa, 최대풍속 36 m/s로 약화되었으며 같은 날 오후 9시에는 중심기압 975 hPa, 최대풍속 32 m/s, 강풍반경 400 km 강도 '중'의 '중형'의 강한 열대폭풍(STS)이 되었다. 3일 오전 9시에 일본 시코쿠 섬에 상륙한 후 북쪽으로 이동하기 시작하였다. 그러나 태풍이 육지에 접근하자 이동 속도가 느려져 10~15 km/h라는 느린 속도로 이동하였으며, 하루가 지나서야 통과하였다. 4일 오전 3시에는 중심기압 992 hPa, 최대풍속 22 m/s, 강풍반경 350 km 크기 '중형'의 열대폭풍(TS)로 약화되었으며, 태풍은 동해 바다를 지나면서 9월 5일 오전 3시에 온대저기압으로 변질되었다.

## 사후 해석
일본 기상청은 태풍 발생 당시에 최성기 세력을 중심기압 965 hPa, 최대풍속 65 kt (약 33 m/s)라고 하였으나
사후 해석 결과 최성기 세력인 29일 오후 3시에 중심기압 970 hPa, 최대풍속 50 kt (약 25 m/s)라고 해석하여 태풍(TY)에서 강한 열대폭풍(STS)으로 격하되었다.

## 피해

### 일본
와카야마현에서는 5일간 총 강수량이 1800 mm을 기록
- 62명 사망, 46명 실종
- 주택 1200여 채 침수
- 3만 8천여 가구 정전사태
- 기세이 본선을 비롯한 도로·철도 등이 파괴되어 수개월 간의 복구 작업이 이루어졌다.

## 같이 보기
- 태풍 탈라스
- 태풍 로키 (2011년)
- 태풍 낭카 (2015년)